# Ol'ha Julianivna Kobyljans'ka

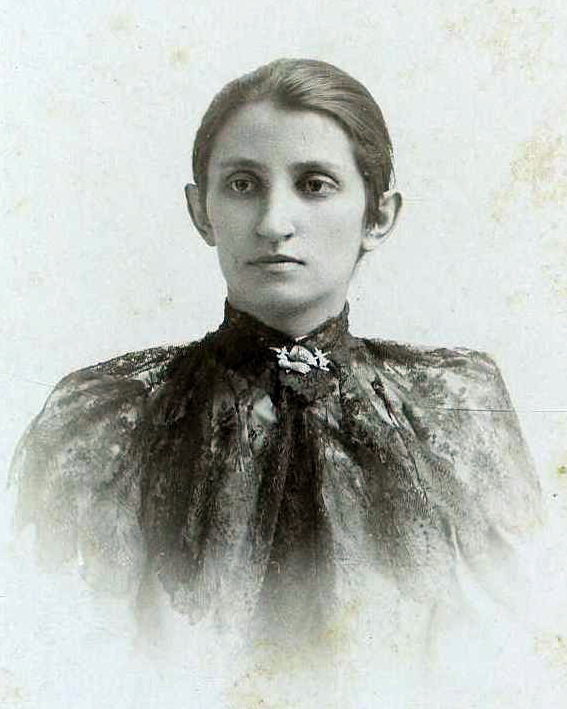
Ol'ha Kobyljans'ka

(Ol'ha Kobyljans'ka, Valse melancolique, 1898)
Ol'ha Julianivna Kobyljans'ka (in ucraino Ольга Юліанівна Кобилянська ?; Gura Humorului, 27 novembre 1863 – Černivci, 21 marzo 1942) è stata una scrittrice ucraina, nota anche per il suo impegno femminista.

## Biografia
Ol'ha Kobyljans'ka è nata il 27 novembre 1863 a Gura Humorului, in Bucovina settentrionale, territorio allora facente parte dell'Impero austro-ungarico. Era la quarta dei sette figli di Maria Werner, una polacca di origini tedesche, e di Julian Jakovyč Kobyljans'kyj, un impiegato statale che lavorava per l'amministrazione austriaca. Uno dei lontani parenti della madre era il poeta tedesco Zacharias Werner. Uno dei fratelli di Olha, Stepan Yulianovych, divenne un pittore-ritrattista, un altro, Yulian Yulianovych, divenne un filologo e fu autore di numerosi libri di testo in latino.
Nel 1868, all'età di cinque anni, si trasferì a Suceava, dove il padre aveva trovato un impiego, e quando questi andò in pensione, andò a risiedere con la famiglia nella tenuta dei genitori della madre a Dymka, un villaggio della Bucovina settentrionale.

Cresciuta in una famiglia in cui si parlava polacco e tedesco, Kobyljans'ka fu principalmente un'autodidatta; frequentò regolarmente solo per quattro anni la scuola pubblica elementare in lingua tedesca di Câmpulung Moldovenesc. Fin dalla prima infanzia imparò a suonare il pianoforte e si distinse per il suo talento di attrice amatoriale di teatro. Parlava correntemente ucraino, polacco e tedesco. Scrisse in quest'ultima lingua i suoi primi lavori, a partire dal 1880. Le sue prime novelle furono pubblicate nel Gartenlaube, nel Westermanns Monatshefte e nella rivista viennese Ruthenische Revue. Le sue opere in tedesco nel 1901 furono raccolte dall'editore J.C.C. Brun nella collezione Kleinrussische Novellen.

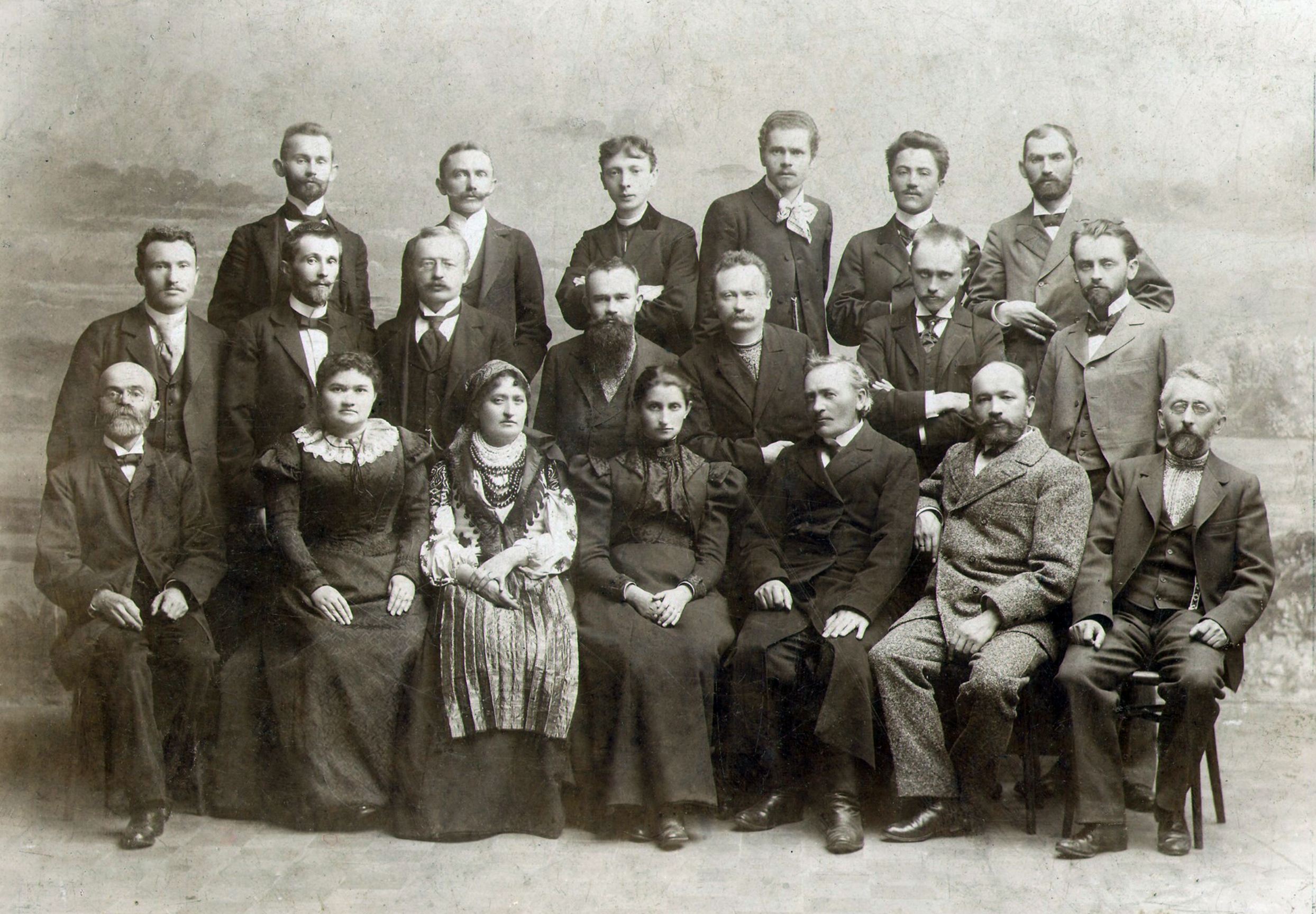
I membri del Congresso degli scrittori ucraini a Lviv (1898): Ol'ha Kobyljans'ka è seduta al centro in prima fila

Nel 1891 Olha si trasferì a Černivci, nel cuore della Bucovina, dove visse fino alla sua morte. In questa città conobbe la poetessa Lesja Ukraïnka, la scrittrice ed attivista femminista Natalija Ivanivna Kobryns'ka, lo scrittore e pedagogo Osyp Makovej, lo scrittore e attivista socialista Ivan Franko, e altri esponenti del panorama letterario del tempo, che contribuirono a formare il suo orientamento politico e culturale. In particolare Natalija Kobryns'ka, la prima teorica del movimento femminile ucraino e Sofija Okunevs'ka, la prima laureata e prima donna medico dell'impero austro-ungarico, la incoraggiarono a migliorare la lingua ucraina e ad usarla nella sua produzione letteraria, e la spinsero ad impegnarsi nel movimento femminista in Bucovina. Nel 1894 Olha prese parte dell'Associazione delle donne rutene in Bucovina (Obščestvo rus'kych ženščyn), di cui incluse il programma nel suo opuscolo Dješčo pro іdjeju žіnočogo ruchu (Intorno all'idea del movimento femminista). Le sue successive opere in lingua ucraina vennero accolte positivamente dalla critica, che le tributò numerosi riconoscimenti, spingendola a identificarsi con la letteratura ucraina.
Nel 1903 si ammalò, e la parte sinistra del suo corpo rimase paralizzata. Il suo stato di salute peggiorò durante la Prima guerra mondiale. Nel 1925 si recò a Praga per ricevere adeguate cure mediche e venne accolta calorosamente in città dalla comunità ucraina espatriata. Quando le condizioni economiche di Ol'ha diventarono precarie, numerosi movimenti femministi ucraini all'estero si mobilitarono per aiutarla. Dopo la fine della Prima guerra mondiale, in seguito alla dissoluzione dell'Impero austro-ungarico, la Bucovina diventò parte della Romania. Nell'estate del 1940 la Romania fu costretta a cedere la parte settentrionale di questo territorio all'Unione Sovietica.
Kobyljans'ka divenne cittadina sovietica e membro dell'Unione degli scrittore sovietici. Nel 1941, quando i nazisti tedeschi e i fascisti rumeni conquistarono la Bucovina, Kobyljans'ka fu dichiarata "scrittrice rossa" e in quanto tale ritenuta pericolosa, nonostante la sua non più giovane età e la sua ottima reputazione. L'amministrazione fascista rumena di Chernivtsi intendeva processarla davanti alla corte marziale, e solo la sua morte, avvenuta nel 1942, la salvò dall'esecuzione.
A Černivci, nel palazzo in cui visse dal 1929 fino alla sua morte, è stato creato un museo letterario a lei dedicato. Anche il locale teatro drammatico porta il suo nome e di fronte allo stesso edificio è stato eretto un monumento in suo ricordo.

## Carriera letteraria
Ol'ha fu autrice di otto romanzi e di numerose opere minori in prosa, fra cui diversi racconti sulla prima guerra mondiale, che rappresentano il raro e poco conosciuto caso di una donna ucraina che scrisse su una delle più grandi catastrofi del secolo.
I suoi primi racconti, scritti in tedesco, verranno pubblicate in alcune riviste, grazie ad amicizie personali con editori tedeschi e austriaci; esse risalgono alla seconda metà degli anni Ottanta: le raccolte Nature (1885), Eine Unzivilisierte (1887), Eine Schacht (1887) verranno pubblicate in Germania nel 1901 in un unico volume dall'editore J.C.C. Brun.

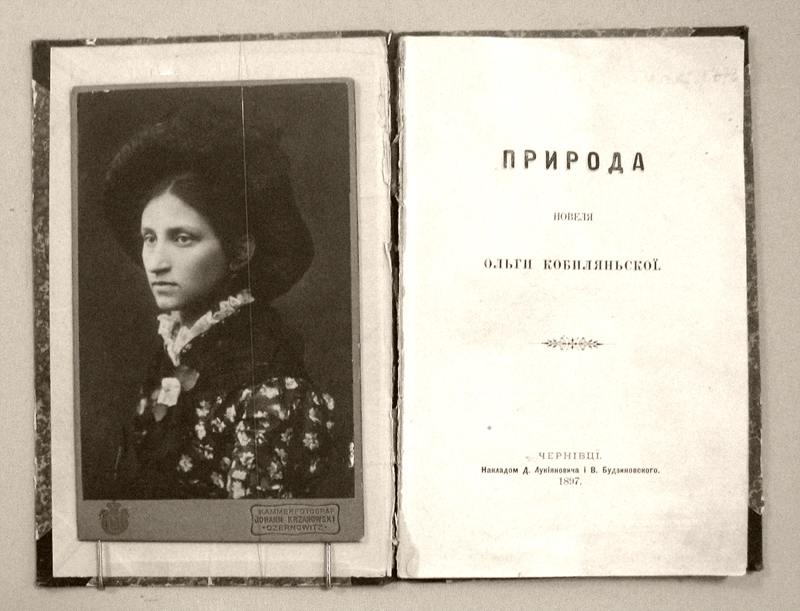
Priroda (Natura) pubblicato nel 1987

Verso la metà degli Novanta la scrittrice approfondisce la sua conoscenza della vita dei contadini, facilitata dai suoi stretti contatti con gli abitanti dei villaggi della Bucovina, in particolare Dymka; essi, il mito biblico di Caino e Abele e l'immagine archetipa della terra, saranno i protagonisti del romanzo Zemlja (Terra, 1902), basato su un evento accaduto nell'autunno del 1894 nel villaggio di Dimec, dove il figlio di un contadino uccise il fratello maggiore per ereditare la terra del padre. Immagini profondamente realistiche delle condizioni di vita dei contadini erano comparse anche in Bank rustykal'nyj (Banca rurale), Na Poljach (Nei campi), U Sv. Іvana (A San Giovanni), Čas (Tempo).
Uno dei suoi lavori più importanti è stato il romanzo Carivna (Principessa), pubblicato inizialmente sul quotidiano Narod (Il popolo) nel 1896. Nel 1896 scrisse Arystokratka, seguito da Impromptu phantasie e da Valse mélancolique nel 1898.
Valse mélancolique, pubblicato nella rivista Litjeraturno-naukovij vіstnik, è un omaggio all'era del modernismo. Racconta la vita di tre donne indipendenti che vivono insieme condividendo l'amore per l'arte e rifiutando i ruoli tradizionali imposti al loro genere. Sono donne forti, volitive, autosufficienti, orgogliose e indipendenti che cercano di affermarsi nel mondo degli uomini, e che non hanno paura di rimanere celibi, perché cercano principalmente la felicità e l'armonia fisica e spirituale. Controverse sono le interpretazioni di questo romanzo da parte della critica. T. Gundorova ha definito quest'opera come un "romanzo spirituale femminile". Altri lo hanno ritenuto un romanzo pionieristico sull'amore omosessuale, basato in parte sulle esperienze personali di Kobyljans'ka. Nel 1901, dopo una lunga relazione sentimentale con il critico letterario Osyp Makovei, Ol'ha incontrò la poetessa ucraina Lesja Ukraïnka (1871-1913), con la quale stabilì un forte legame, coltivato soprattutto a livello epistolare. Il critico letterario Ihor Kostec'kyj in seguito suggerì che la loro fosse una relazione lesbica, mentre, al contrario, lo studioso di letteratura ucraina George SN Luckyj sostenne che probabilmente fra le due donne il contatto fisico fu assente, sebbene la lingua delle loro lettere possa apparire omo-erotica.
Nel 1902 venne pubblicato il romanzo Zemlja e nel 1909 V nedilju rano zillja kopala (La domenica mattina raccoglieva erbe), la cui trama, secondo lo studioso Vitalij Černec'kyj, sarebbe basata sulla famosa canzone folklorica ucraina Oj ne chody, Hrycju ...
Nello stesso periodo comparvero in varie riviste locali alcune sue opere poetiche e prose in stile astratto-simbolico. Nel corso del 1915 Ol'ha scrisse diversi racconti brevi, come Iuda, Nazustrich doli, Лист засудженого вояка до своєї жінки (Lettera di un condannato a morte a sua moglie) nei quali espresse il suo orrore per la violenza della guerra.
Nel 1917 sostenne la rivoluzione bolscevica, e successivamente, nel 1939 e poi nel 1940 l'annessione dell'Ucraina da parte dell'Unione sovietica, salutata con l'articolo Obščestvo rus'kych ženščyn.
Tra il 1927 e il 1929 l'editore ucraino Kharkiv pubblicò le opere complete di Ol'ha in nove volumi. Alcune sue opere in prosa fanno parte del repertorio dei teatri ucraini.

## Carivna (La principessa),il primo romanzo femminista ucraino
Le prime bozze di Carivna del romanzo furono scritte in tedesco tra il 1888 e il 1893. Venne pubblicato nel 1896 nel principale quotidiano Narod (Il popolo). La sua versione definitiva, in ucraino, rivela l'influenza del Romanticismo tedesco, in particolare delle idee di Friedrich Nietzsche, ma anche delle opere della scrittrice francese George Sand. Il romanzo racconta la storia di una ragazza, Natal'ka, che dopo la morte dei suoi genitori si vede costretta a vivere con gli zii e i loro quattro figli. La vita nella nuova famiglia è caratterizzata dalla lotta per vedersi riconosciuto il diritto di leggere e scrivere, e dal dispotismo della zia.
Alcuni critici dell'epoca paragonarono questa storia a quella di Cenerentola, ma Kobyljans'ka respinse questa interpretazione sottolineando i contenuti filosofici del suo romanzo. Scritto sotto la forma di diario, il racconto in prima persona è alternato da un dialogo dinamico con altre voci sconosciute introdotte dai numerosi frammenti di ricordi, sogni, conversazioni immaginarie. Solo nella terza e ultima parte del romanzo Kobyljans'ka cambia velocemente la modalità narrativa: il racconto si svolge in terza persona, aumentando la verosimiglianza e l'autenticità del punto di vista presentato. L'eroina è un personaggio molto forte che cerca il suo posto nel mondo; non vuole accettare le regole sociali che vorrebbero ridurla al rango di semplice moglie, ma vivere la propria vita. 
I vincoli posti dalla società patriarcale e la condizione femminile sono i temi principali del romanzo, che assegna un ruolo centrale all'educazione/istruzione e al lavoro femminile come possibilità di riscatto emancipazione. Natal'ka, nel tentativo di cambiare la sua situazione, migliora le sue conoscenze linguistiche e letterarie, e trova un'occupazione che la rende autonoma economicamente: il suo talento nel canto e nella scrittura di romanzi diventeranno la fonte principale dei suoi guadagni. 
Il romanzo si conclude con Natal'ka che trova nel matrimonio con un dottore e nella scrittura di racconti la fortuna della sua vita. 

## Opere principali
- Ljudyna, 1891[12]
- Vin i vona, 1895[5]
- Carivna, 1895[12]
- Bank rustykal'nyj, 1895[12]
- Ščo ja Ljubyv 1896[5]
- U Sv. Іvana, 1896[12]
- Eine Unzivilisierte 1896[12]
- Pokora, 1898[5]
- Valse melancolique, 1898
- Na Poljach, 1898[12]
- Zemlja, 1902[5]
- Nioba, 1905[5]
- V nedilju rano zillja kopala... , 1908[5][19]

- Iuda, 1915[12]
- Na zustrich Doli, 1915[12]
- Lisova Maty 1915[20]
- Ščyra Ljubo 1916[20]
- Lyst Zasudženoho Vojaka do Svojeï Žynky, 1917[20]
- Vasylka, 1922[20]